# Лесли Лийвесли
Лесли Лийвесли (на английски: Leslie Lievesley) е бивш английски футболист, защитник и старши треньор на Великият Торино.

## Кариера
Роден е в Ставели, Дарбишър. Започва кариерата си като аматьор с Росингтън Колиър, преди да премине в Донкастър през 1929 г. След като отбеляза 21 гола в 66 мача, е привлечен от Манчестър Юнайтед, който тогава е във втора дивизия. След това отива в Честърфийлд през март 1933 г., прекарва четири сезона в Торки и два в Кристъл Палас.
След Втората световна война става треньор в Нидерландия, преди да поеме италианския Торино. На 4 май 1949 г. е един от 31 загинали при самолетната катастрофа в Суперга, при която е убит почти целия отбор на Торино.

## Отличия
Торино
- Серия А: 1948/49